# Viktor Vanberg
Viktor Vanberg (* 12. August 1943 in Aachen) ist Professor emeritus der Albert-Ludwigs-Universität Freiburg, wo er von 1995 bis 2009 den Lehrstuhl für Wirtschaftspolitik innehatte. Von 2001 bis 2010 leitete er das Walter-Eucken-Institut in Freiburg. Er ist Mitglied des Vorstandes des Walter Eucken Instituts.

## Leben
Nach dem Abitur 1963 am Humanistischen Kaiser-Karls-Gymnasium in Aachen studierte Vanberg Soziologie in Aachen und Münster, 1968 schloss er das Studium als Diplom-Soziologe ab. 1974 wurde er an der Technischen Universität Berlin zum Dr. phil. promoviert. 1981 habilitierte er sich an der Universität Mannheim. Mit einem Heisenberg-Stipendium der Deutschen Forschungsgemeinschaft wechselte er 1983 an das Center for Study of Public Choice, George Mason University, Fairfax, Va., USA. Seit 1985 übernahm er dort eine ordentliche Professur für Ökonomie und war Editorial Director des Instituts. 1995 erhielt er einen Ruf an die Albert-Ludwigs-Universität Freiburg auf eine Professur für Wirtschaftspolitik. Dort lehrte er bis 2009. Gleichzeitig leitete er von 2001 bis 2010 das der Universität angegliederte Walter Eucken Institut.
2010 wurde Vanberg mit der Hayek-Medaille ausgezeichnet.

## Schriften
- Die zwei Soziologien. Individualismus und Kollektivismus in der Sozialtheorie, 1975
- (Hrsg.) Freiheit, Wettbewerb und Wirtschaftsordnung. Hommage zum 100. Geburtstag von Friedrich A. von Hayek, 1999
- The Constitution of Markets: Essays in Political Economy. Routledge, London 2001
- Marktwirtschaft und Gerechtigkeit - Idee und Kritik der sozialen Gerechtigkeit im Konzept der Sozialen Marktwirtschaft, in: Stefan Empter, Robert B. Vehrkamp (Hrsg.): Soziale Gerechtigkeit. - eine Bestandsaufnahme. Bertelsmann Stiftung, Gütersloh 2007, ISBN 978-3-89204-925-8, S. 25–50
- (Hrsg.) Evolution und freiheitlicher Wettbewerb. Mohr Siebeck Verlag, Tübingen 2010
- Moral und Wirtschaftsordnung: Zu den ethischen Grundlagen einer freien Gesellschaft. Walter Eucken Institut, Freiburger Diskussionspapiere zur Ordnungsökonomik. 2011.